# Santa Maria la Carità
Santa Maria la Carità är en ort och kommun i storstadsregionen Neapel, innan 2015 provinsen Neapel, i regionen Kampanien i Italien. Kommunen hade 11 706 invånare (2017).